# 宽喙马先蒿
宽喙马先蒿（学名：Pedicularis latirostris）是列当科马先蒿属的植物，是中国的特有植物。分布于中国大陆的甘肃等地，生长于海拔3,800米的地区，多生于湿草地中，目前尚未由人工引种栽培。